# My Iron Lung
My Iron Lung – minialbum brytyjskiego zespołu Radiohead zawierający utwór o tej samej nazwie wydany w rok później również na długogrającym wydawnictwie The Bends. EP zawiera także niewykorzystane utwory z sesji nagraniowych do The Bends, a także B-side'y nagrane do dwóch singli utworu My Iron Lung (zamiast dwóch singli powstała ta właśnie EP). Płyta z wszystkimi ośmioma utworami początkowo została wydana wyłącznie w Australii, jednak obecnie można ją dostać na całym świecie.

## Lista utworów
| Nr | Tytuł                              | Długość |
| -- | ---------------------------------- | ------- |
| 1. | "My Iron Lung"                     | 4:36    |
| 2. | "The Trickster"                    | 4:40    |
| 3. | "Lewis (Mistreated)"               | 3:19    |
| 4. | "Punchdrunk Lovesick Singalong"    | 4:40    |
| 5. | "Permanent Daylight"               | 2:48    |
| 6. | "Lozenge of Love"                  | 2:16    |
| 7. | "You Never Wash Up After Yourself" | 1:44    |
| 8. | "Creep" (Acoustic)                 | 4:19    |